# Piskolt község
Piskolt község (románul: Comuna Pișcolt) község Szatmár megyében, Romániában. Központja Piskolt, beosztott falvai Piskolcliget, Reszege.

## Népessége
A 2011-es népszámlálás adatai alapján a község népessége 3161 fő volt.